# Limó
Limó (en grec antic Λειμών) va ser, segons la mitologia grega, un fill del rei Tegeates i de Mera.
Quan Apol·lo i Àrtemis van voler venjar les negatives d'hospitalitat que havia tingut la seva mare Leto, mentre encara els duia al ventre, van arribar al Peloponès, al regne de Tegeates, on els va acollir Escefre, un fill d'aquell rei. Escefre es va posar a parlar en privat amb Apol·lo i el seu germà Limó ho va veure. Es va pensar que Escefre el calumniava davant d'Apol·lo i el va matar. Àrtemis el travessà amb una de les seves fletxes. Quan Tegeates i Mera es van assabentar que els déus eren allí, els van oferir sacrificis, però les divinitats, inflexibles, van marxar, deixant el país sotmès a una fam horrible. Quan van consultar l'oracle de Delfos, va profetitzar que la fam passaria si tributaven honors fúnebres a Escefre. La ciutat de Tegea celebrava una festa anual en el seu honor, en la qual es recordava la persecució de Limó per part d'Àrtemis.